# محافظة تشلغوك
محافظة تشلغوك ((هانغل: 칠곡군): تشلغوك غون) هي محافظة تقع في مقاطعة غيونغسانغ الشمالية، كوريا الجنوبية. وبلغ عدد سكانها 121,861، سنة 2015.

## أعلام
- غواك تاي هوي
- كم بو غيونغ

## وصلات خارجية
- الموقع الإلكتروني لحكومة المحافظة